# Термічна деструкція твердого палива
Термічна деструкція твердого палива — сукупність фізичних і хімічних перетворень, що протікають при нагріванні твердих палив. Відбувається під впливом на макромолекулу ТГК теплової енергії і в принципі протікає аналогічно термодеструкції ВМС (високомолекулярних сполук). Істотною відмінністю є ускладнення термодеструкції нерегулярністю і неоднорідністю структури ТГК.
Молекулярна неоднорідність твердих горючих копалин полягає в тому, що макромолекули містять велику кількість фрагментів, суттєво відмінних за складом і будовою. Відсутня характерна для ВМС регулярність в будові макромолекул, тобто певний порядок в чергуванні фрагментів структури.

## Механізм процесу

Кінетична крива, що характеризує залежність втрати маси зразка від тривалості нагрівання

За сучасними уявленнями термічна деструкція високомолекулярних сполук протікає по вільно-радикальному механізму. Це означає, що вільна валентність яка утворилася при первинному акті термічної деструкції, в залежності від типу хімічної реакції в ході подальших перетворень може або зберігатися протягом якогось часу, або зникати. При цьому до зникнення вільних валентностей приводять три основних типи процесів:
1. Взаємодія з вихідною речовиною, здатною віддати вільному радикалу або відібрати у нього один електрон.
2. Взаємодія вільного радикала з іншим радикалом на зразок реакцій рекомбінації або диспропорціонування.
3. Взаємодія вільного радикала з матеріалом стінки реактора.

У практичних умовах найбільш ймовірна взаємодія вільних радикалів з молекулами початкових речовин або розчинника і мономолекулярні перетворення вільних радикалів — ізомеризація або розпад.
Сполуки з комбінованою сполученою системою зв'язків характеризуються парамагнітними властивостями, жорсткістю структури, більш високою термостійкістю. Особливість їх піролізу полягає в тому, що термічне перетворення супроводжується подальшим розвитком системи сполучення (зв'язків різної природи) і утворенням при кожній даній температурі більш термостійких структур. Відбувається самостабілізація залишкового продукту внаслідок замикання ненасичених зв'язків при їх рекомбінації, диспропорціонуванні і донорно-акцепторній взаємодії молекулярних фрагментів, що утворилися. Це виражається в тому, яка кінетична крива, що характеризує залежність втрати маси від тривалості нагрівання, швидко досягає межі при кожній даній температурі, тому з ізотермічною витримкою залишок мало змінює свою масу. У широкому діапазоні температур крива набуває ступінчастого вигляду, відображаючи стадійний характер піролізу таких високомолекулярних сполук. Полімери з відкритим ланцюгом менш термостійкі, ніж сполуки, в основний ланцюг яких входять ароматичні ядра. Наявність розгалужень при бічних замінниках в головному ланцюгу знижує термостійкість зв'язаних систем.
Ще менш термостійкими є аліфатичні полімери, що не мають розвиненої системи полісполучення, наприклад, поліетилен, які при піролізі перетворюються, головним чином, в леткі продукти, причому їх дисоціація може протікати у вигляді ланцюгових реакцій.
Можна бачити, що при кожному новому, більш високому тепловому навантаженні відбувається швидка втрата маси, далі в ході деструкції внаслідок стабілізації залишку, що конденсується, маса теж стабілізується на новому рівні. Термічне перетворення сприяє розвитку системи сполучення, що посилює жорсткість структури і термічну стійкість конденсованої фази. Рушійною силою її утворення є прагнення реагуючих речовин, що виникають внаслідок розщеплення первинної структури і їх активації, зменшити вільну енергію системи, головним чином, шляхом асоціювання та ізомеризації з утворенням сполук термічно стійкіших при даній температурі.
Мікронеоднорідність органічної маси ТГК виявляється в наявності ділянок з різною впорядкованістю структури.
На наступному рівні вже при візуальному спостереженні розрізнюють великі неоднорідні ділянки органічної маси. Петрографічно виділяють 5 груп, що включають 16 петрографічних мікрокомпонентів.
Мікромолекулярна структура вугілля складна. У ній є лінійно полімеризовані ділянки, і гетероциклічні структури, розташовані як в одній, так і в різних площинах. У мікромолекулярній структурі можна виділити принаймні три найбільш виражені внутрішньомолекулярні структурні ділянки: циклічно полімеризований вуглець, що утворює площинний моношар (або так звану ядерну частину) більшого або меншого розміру; ланцюгова ділянка структури, утворена як лінійно полімеризованим вуглецем (карболанцюг), так і гетероланцюгом і, нарешті, кінцеві групи. Питоме значення цих ділянок в загальній макромолекулярній структурі різне для петрографічних складових вугілля і змінюється зі ступенями метаморфізму.
Наявність трьох принципово відмінних одна від одної ділянок, що характеризуються різною енергетичною активністю, зумовлює міжмолекулярну взаємодію по місцях контакту цих ділянок з утворенням надмолекулярних структур. У структурі речовини вугілля є статистично безперервний спектр енергій зв'язків різних типів: ковалентних (в ароматичних шарах, в ланцюгах і радикалах периферійної частини), іонних і координаційних (в кисеньвмістких групах), водневих (з кисень- і азотвмісткими групами), а також міжмолекулярних, в тому числі дисперсійних (між ароматичними шарами) тощо Саме така модель внутрішньомолекулярної і міжмолекулярної (надмолекулярної) будови речовини вугілля дозволяє пояснити накопичені наукою про вугілля факти і, зокрема, дати опис внутрішньомолекулярних і надмолекулярних перетворень речовини вугілля при її нагріванні.

## Стадії термічного розкладу
- а) сушка протікає при кімнатній температурі, інтенсифікується з підвищенням температури нагрівання і практично закінчується при 105–110°С;
- б) 110–200°С — виділення гігроскопічної і колоїдно-зв'язаної вологи, а також оклюдованих газів, початок термічної деструкції торфу і бурого вугілля;
- в) 200-(300–350)°С — термічна підготовка. Утворюються газоподібні продукти термічної деструкції (СО2, СО, N2), відбувається відщеплення термічно нестійких кисеньвмісних груп;
- г) 300–500°С — напівкоксування. Посилення термічної деструкції органічної маси вугілля з інтенсивним виділенням газів і парів, а також зі спікливого вугілля рідкої фази (продукти — напівкокс, первинний газ, смола);
- ґ) 550–800°С — середньотемпературне коксування. Посилення процесів деструкції з одночасною інтенсифікацією процесів синтезу (продукти — кокс, газ, смола);
- д) 900–1100°С — високотемпературне коксування з переважанням процесів синтезу (продукти — кокс, газ, смола);
- е) 1300-3000°С — графітизація (термографіт, газ).

## Результати термічної деструкції ТГК
Кінцевими продуктами Т.д. ТГК є одержання твердих, рідких та газоподібних продуктів. Утворення рідких нелетких складових (РНС) при термічній деструкції вугілля відбувається в основному в інтервалі 350–600°С. У всіх випадках виділенню РНС передує утворення помітної кількості летких речовин (від 2 до 7%).
На рис.2. представлена залежність виходу РНС у процесі термічної деструкції вугілля від виходу летких речовин з петрографічно однорідного (вміст вітриніту близько 90%) вугілля Центрального Донбасу. Із зростанням ступеня метаморфізму вугілля вихід РНС змінюється, максимум на кривій знаходиться в зоні вугілля з виходом летких речовин 27-32%. Для типового спікливого донецького вугілля характерний такий вихід РНС (% на горючу масу): Газове — 5-35; Жирне — 35-70; Коксівне — 20-45; Піснувато-спікливе — 2-20.
Вихід РНС при термічній деструкції суттєво залежить також від петрографічного складу ТГК. Зокрема, підвищення вмісту фюзиніту у вугіллі приводить до помітного зменшення виходу РНС.
Крім того, при Т.д. вихід РНС з відновленого вугілля значно вищий, ніж з маловідновленого. При цьому вихід летких речовин з РНС вищий, а вміст в них вуглецю нижчий у маловідновленого вугілля, що вказує на меншу термостійкість і меншу молекулярну масу РНС, які виділяються з пластичної маси цього вугілля. Попереднє окиснення вугілля різко зменшує вихід РНС.